# Philippe Reynaud
Philippe Reynaud, né le 3 février 1922 à Villebon-sur-Yvette et mort le 20 novembre 2018 à Franconville,, était un ancien joueur français de hockey sur gazon, de 1,76 m pour 70 kg, licencié à l'AS Saint-Ouen-l'Aumône (ASSOA) durant les années 1950.
Avec Robert Salarnier, Guy Chevalier, et Diran Manoukian, il est un des rares hockeyeurs français à avoir participé à trois olympiades (terminant 10e de la compétition à Rome).

## Palmarès

### Équipe de France
- 1re sélection le 5 avril 1947;
- Participation aux Jeux olympiques de 1948;
- Participation aux Jeux olympiques de 1952;
- Participation aux Jeux olympiques de 1960 (10e, et capitaine de l'équipe de France, étant alors le plus ancien sélectionné);

### Club
- Championnat de France: 1950, 1954, 1955, et 1956.